# Jacky Hélion
Pour les articles homonymes, voir Hélion.
Jacky Hélion (né le 24 octobre 1948 à Douadic et mort le 11 mars 2009 à Mézières-en-Brenne) est un coureur cycliste français.

## Biographie
Banquier de profession, Jacky Hélion a mené une carrière cycliste chez les amateurs. Il a couru au Vélo Club Blancois, au CC Bourré et à l'AVC Châteauroux. Son palmarès compte 185 victoires, parmi lesquelles deux titres régionaux, le Circuit de l'Indre et une étape du Tour du Limousin. Il a également terminé deuxième d'un championnat de France de contre-la-montre par équipes.
Au cours de sa carrière, il a été sélectionné en équipe de France amateurs. Il a notamment participé à la Course de la Paix en 1974, où il s'est classé neuvième d'une étape.

## Palmarès
- 1968
  - Circuit de l'Indre
  - 2e du Prix des Vins Nouveaux
- 1970
  - Circuit de la vallée de la Creuse
  - 2e du championnat de l'Orléanais
  - 3e du Prix des Vins Nouveaux
- 1971
  - Circuit boussaquin
  - Grand Prix de Lussac-les-Églises
  - 3e étape de la Route de France
  - 3e du Circuit de la vallée de la Creuse
- 1972
  - 2e étape du Tour du Limousin
- 1973
  - Grand Prix de Montamisé
- 1974
  - Grand Prix de la Trinité
  - 2e du Circuit des Deux Ponts
- 1975
  - Champion de l'Orléanais
  - 3e du Circuit de la vallée de la Creuse
- 1976
  - Champion de l'Orléanais
  - Circuit boussaquin
  - 2e du championnat de France du contre-la-montre par équipes
- 1978
  - 2e du championnat de l'Orléanais